# Arheološko nalazište i crkva sv. Ilije u Donjem Humcu
Crkva sv. Ilije s arheološkim nalazištem nalazi se oko 1 km istočno od Donjeg Humca, općina Nerežišća, otok Brač.

## Opis
Crkva sv. Ilije zapadno od Donjeg Humca podignuta je na antičkom arheološkom nalazištu. Sjeverno od crkve je grobna komora s velikom kriptom nad kojom se dizala građevina mauzoleja. Predromanička crkva je jednobrodna građevina s plitkom pačetvorinastom apsidom i pokrivena dvostrešnim krovom s pokrovom od kamenih ploča. Na južnom zidu su zazidana bočna vrata s profiliranim antičkim nadvojem i lunetom. Ožbukana unutrašnjost je raščlanjena s tri plitke niše i presvođena bačvastim svodom s pojasnicama.

## Zaštita
Pod oznakom Z-4570 zavedena je kao nepokretno kulturno dobro - pojedinačno, pravna statusa zaštićena kulturnog dobra, klasificirano kao "arheološka baština".